# کلایو بردلی
کلایو بردلی (انگلیسی: Clive Bradley؛ زادهٔ ۱۹۵۹) فیلم‌نامه‌نویس اهل بریتانیا است.
از فیلم‌هایی که وی در آن‌ها نقش داشته‌است، می‌توان به دابلیو. دلتا. زد و به‌دام‌افتاده اشاره نمود.